# Sapromyza arkitana
Sapromyza arkitana är en tvåvingeart som beskrevs av Shatalkin 1999. Sapromyza arkitana ingår i släktet Sapromyza och familjen lövflugor. Inga underarter finns listade i Catalogue of Life.